# 尼科尔斯 (南卡罗来纳州)
尼科尔斯（英文：Nichols），是美国南卡罗来纳州下属的一座城市。城市类型是“Town”。其面积大约为1.41平方英里（3.64平方公里）。根据2010年美国人口普查，该市有人口368人，人口密度约为每平方 英里261.74人（约合每平方公里101.06人）。